# Morten Sahlertz
Morten Sahlertz (* 6. März 1989 in Lystrup) ist ein ehemaliger dänischer Basketballspieler.

## Werdegang
Sahlertz wuchs in Lystrup, einem Vorort von Aarhus, auf. Nach seinen Anfängen im Basketballsport als Sechsjähriger entwickelte er sich im Nachwuchsbereich des Vereins Skovbakken zum dänischen Jugendnationalspieler. In der Saison 2006/07 gab er seinen Einstand bei den Bakken Bears in der höchsten dänischen Spielklasse Basketligaen. Im Sommer 2007 nahm er mit Dänemarks U18-Nationalmannschaft an der B-Europameisterschaft dieser Altersklasse teil und war mit 16,4 Punkten je Turnierspiel bester Korbschütze der Auswahl. Mit den Bakken Bears gewann Sahlertz 2007, 2008 und 2009 die dänische Meisterschaft und 2007, 2009 und 2010 den dänischen Pokalwettbewerb. Den besten Punktewert seiner Anfangsjahre bei der Mannschaft erreichte Sahlertz in der Saison 2009/10 (5,4 Punkte/Spiel).
In seiner einzigen Saison bei Horsens IC erzielte er in der Saison 2010/11 11,5 Punkte je Begegnung und war mit 46 getroffenen Dreipunktewürfen zweitbester Horsens-Spieler in dieser Wertung. Sahlertz war im Spieljahr 2011/12 Mitglied der norwegischen Mannschaft Tromsø Storm und kehrte anschließend zu den Bakken Bears zurück. Mit Bakken errang er weitere dänische Meistertitel und Pokalsiege, des Weiteren trat er im Laufe der Jahre mit der Mannschaft in den Europapokalwettbewerben EuroCup, EuroChallenge, FIBA Europe Cup und Champions League an. Beim Europapokalspiel gegen Minsk Ende Oktober 2021 bestritt er seinen 557. Pflichtspieleinsatz für Bakken und stellte damit eine neue Vereinsbestmarke auf. Ebenfalls auf internationaler Ebene war er für Dänemarks A-Nationalmannschaft im Einsatz.
Er schloss im Januar 2023 ein Studium im Fach Technische Informatik ab und wurde hernach an der Universität Aarhus in der Forschung tätig. Am Ende des Spieljahres 2022/23 zog sich Sahlertz aus dem Leistungssport zurück.

### Erfolge
- Dänischer Meister: 2007, 2008, 2009, 2013, 2014, 2017, 2018, 2019, 2020, 2021, 2022, 2023
- Dänischer Pokalsieger: 2007, 2009, 2010, 2013, 2016, 2018, 2020, 2021, 2023